# Río Los Molles
Río Los Molles är ett vattendrag i Chile.   Det ligger i regionen Región de Coquimbo, i den centrala delen av landet, 300 km norr om huvudstaden Santiago de Chile.
Omgivningen kring Río Los Molles är i huvudsak ett öppet busklandskap. Området är glesbefolkat, med 8 invånare per kvadratkilometer.